# Bauru
Bauru város Brazíliában, São Paulo államban. Lakosainak száma 366 992 fő (2015. július 1.). Bauru Arealva, Avaí, Piratininga, Agudos, Duartina, Pederneiras és Reginópolis községekkel határos.

## Népesség
A település népességének változása:
| Lakosok száma | 316 064 | 343 937 | 366 992 | 379 297 | 379 146 |
|               | 2000    | 2010    | 2015    | 2020    | 2022    |